# フランシス・ステュアート (第9代マリ伯爵)
第9代マリ伯爵フランシス・ステュアート（英語: Francis Stuart, 9th Earl of Moray、1737年1月11日 – 1810年8月28日）は、スコットランド貴族。

## 生涯
第8代マリ伯爵ジェームズ・ステュアートと1人目の妻グレース・ロックハート（Grace Lockhart、1738年11月17日没、ジョージ・ロックハートの娘）の息子として、1737年1月11日に生まれた。イギリス国外で教育を受けた。1767年7月5日に父が死去すると、マリ伯爵の爵位を継承した。
1784年から1796年までスコットランド貴族代表議員を務めたが、1790年の貴族代表議員選挙において、「マリ伯爵の爵位は第6代マリ伯爵チャールズ・ステュアートの兄にあたるドゥーン卿ジェームズの娘の子孫によって継承されるべき」との異議が唱えられた（その後、貴族院によって却下された）。
1796年6月4日、グレートブリテン貴族であるステュアート城のステュアート男爵に叙された。また、1794年3月17日から1810年8月28日までマリ統監を務めた。
1810年8月28日に死去、長男フランシスが爵位を継承した。

## 家族
1763年6月28日、ジーン・グレイ（Jean Gray、1786年2月19日没、第11代グレイ卿ジョン・グレイの娘）と結婚、下記の子女を儲けた。
- ジェームズ（1764年頃 – 1776年7月11日）
- ジョン（1768年2月11日 – 1791年7月6日） - 庶民院議員、生涯未婚[4]
- フランシス（1771年2月2日 – 1848年1月12日） - 第10代マリ伯爵、子供あり
- アーチボルド（1771年2月2日 – 1832年10月30日） - 1793年3月17日、コルネリア・プレイデル（Cornelia Pleydell、1830年3月1日没、エドマンド・モートン・プレイデルの娘）と結婚、子供あり。第15代以降のマリ伯爵の先祖にあたる